# 티로보틱스
티로보틱스(T-Robotics Co., Ltd.)는 2004년에 설립한 대한민국 로봇기업이다. 클린 환경 물류 이송용 진공로봇 및 진공시스템 솔루션 분야 기업으로 반도체, 평판 디스플레이, 태양전지, OLED 등의 제조 분야에 진공로봇 및 솔루션을 생산하고 있다. 신사업분야로 뇌졸중환자 보행운동 회복을 위한 의료재활로봇, 물류자동화를 위한 자율주행이송로봇, 커피드립봇, 드링크봇, 디저트봇 등 푸드테크자동화 로봇 시스템을 개발하여 공급하고 있다. 국내 최고 진공이송로봇 전문기업으로서 진공로봇 중심의 토탈 솔루션을 제공하는 기업으로 도약하자는 기업이념으로, 최상의 제품과 서비스를 제공하고, 공정하고 투명한 경영의 실천을 통해 미래의 가치를 추구하며, 무에서 유를 창출하는 글로벌 혁신을 선도하는 기업이 되는 것을 비전으로 삼고 있다.

## 수상
2021년 로봇신문에 의해 '올해의 대한민국 로봇기업(Korea Robot Company of the Year 2021)'에 선정되었다.